# Butare
Butare, eller Huye är huvudort i distriktet Huye i Södra provinsen i Rwanda. Staden hade 50 220 invånare år 2012 och är Rwandas fjärde största stad i folkmängd.
Butare grundades av den belgiska kolonialadministrationen på 1920-talet under namnet Astrida efter drottning Astrid av Belgien. Rwandas regering ändrade namnet vid landets självständighet 1962.
Rwandas första högskola, National University of Rwanda, grundades i Butare 1963. Den utgör nu det största campuset, Huye Campus, inom University of Rwanda.
I Butare finns Etnografiska museet, tidigare National Museum of Rwanda. Byggnaden var tidigare residens för Rwandas tidigare drottning, Rosalie Gicanda, som mördades under folkmordet i Rwanda i april 1994.

## Sport
- Mukura Victory Sports FC
- Hemmaarena: Stade Huy (kapacitet: 10 000)

## Bildgalleri

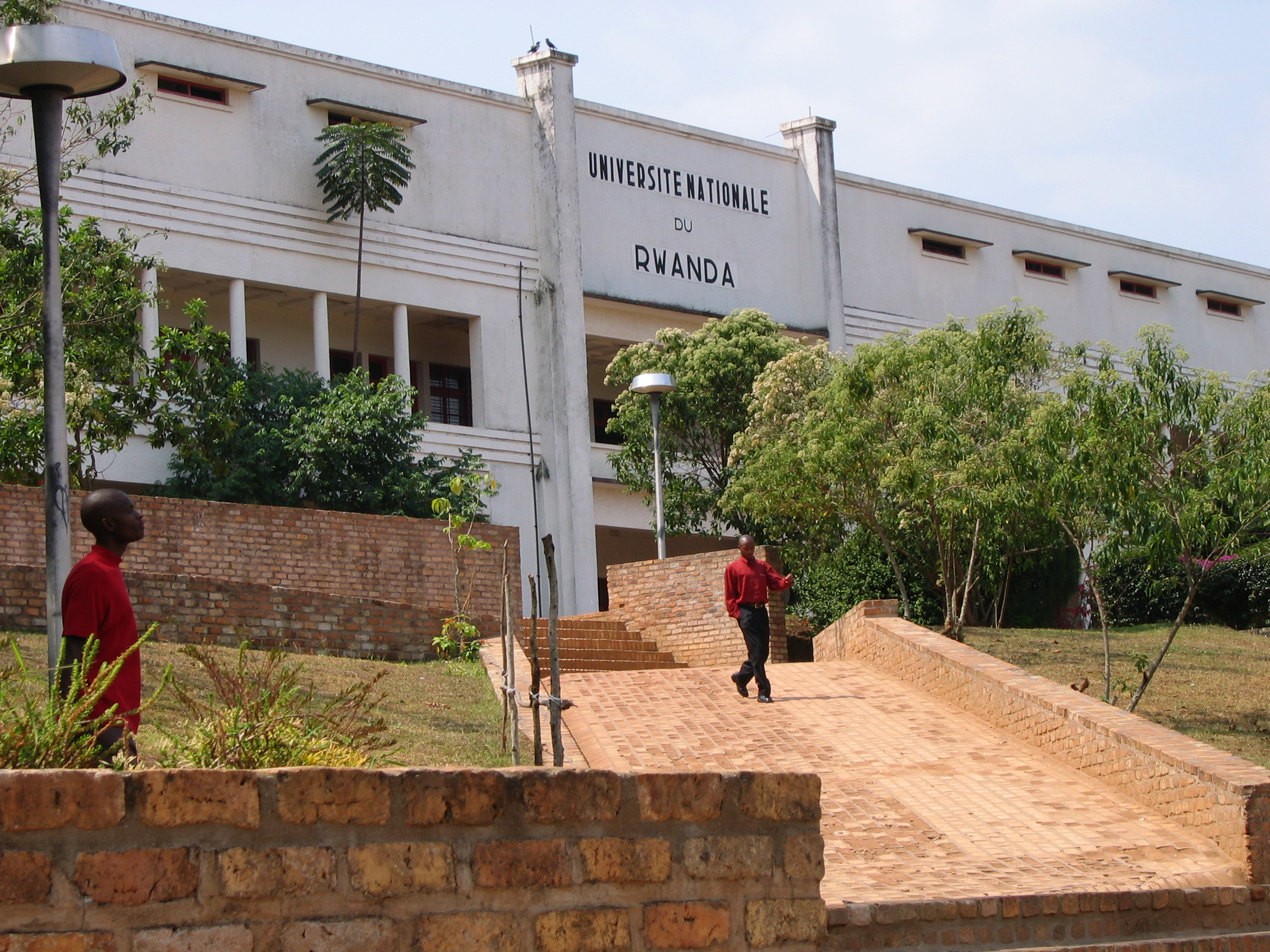
Entrén till tidigare National University of Rwanda
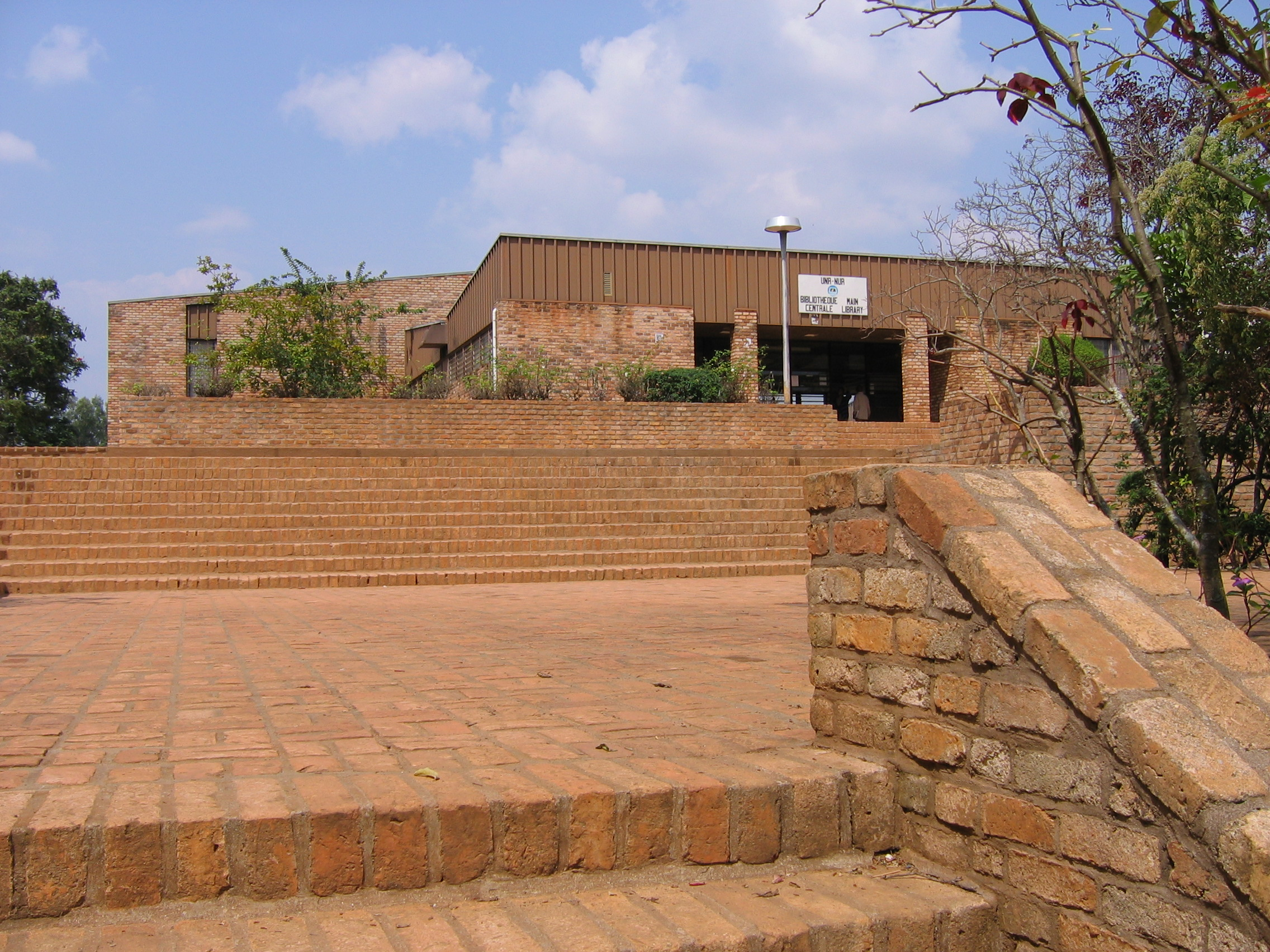
Universitetsbiblioteket på University of Rwanda Huye Campus
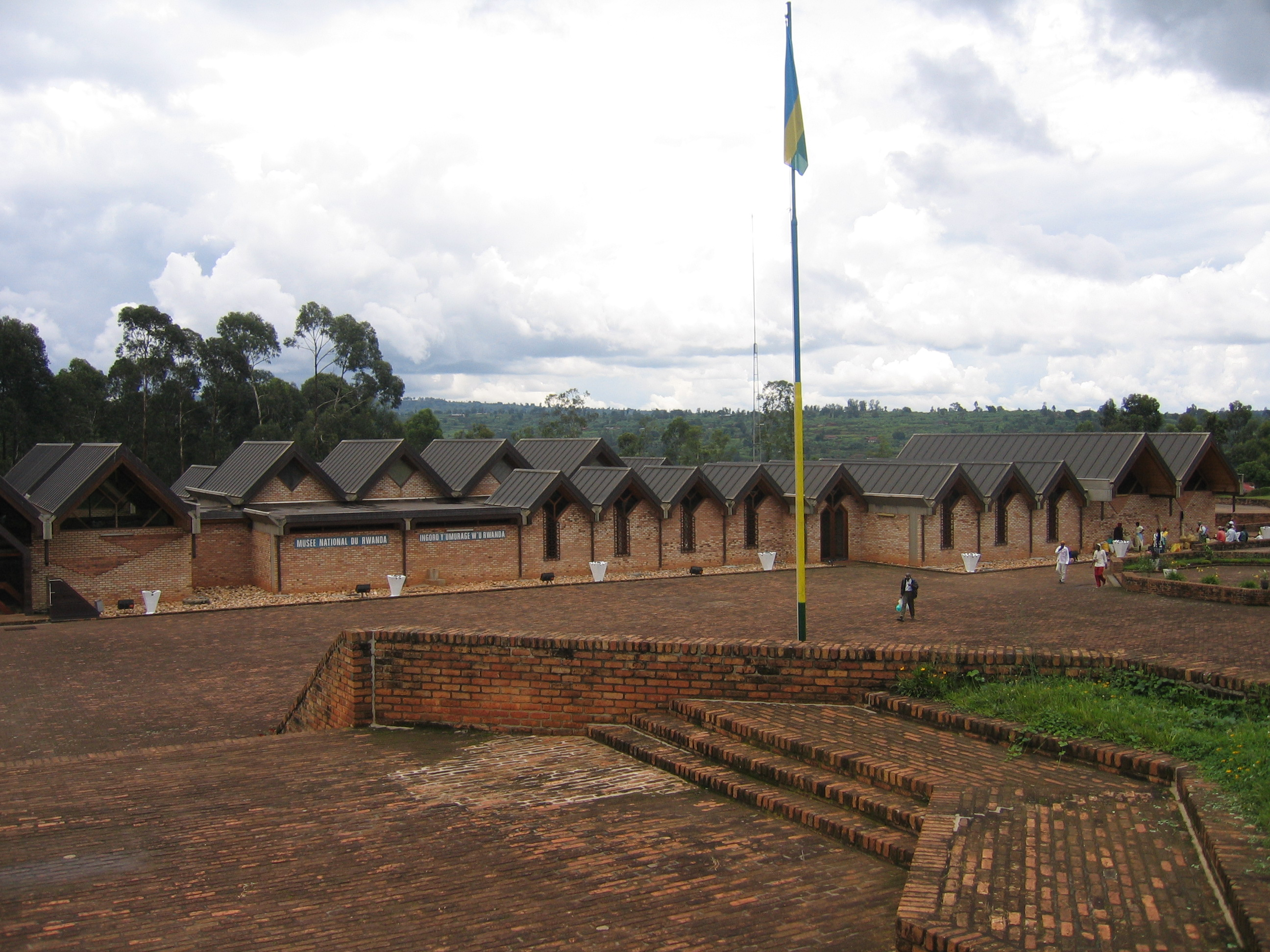
Randa National Museum